# کوین کورانی
کوین دنیس کورانی (به آلمانی: Kevin Dennis Kurányi)، متولد ۲ مارس ۱۹۸۲ در ریو دوژانیرو در برزیل) بازیکن فوتبال اهل آلمان است.

## باشگاهی
وی سابقه عضویت در تیم‌هایی همچون باشگاه فوتبال اشتوتگارت، باشگاه فوتبال شالکه ۰۴، دینامو مسکو و باشگاه فوتبال هوفنهایم اشاره کرد.

## تیم ملی
کورانی سابقه ۵۲ بازی و ۱۹ گل ملی را نیز در کارنامه دارد.